# Daray
Dariusz Brzozowski (Nowy Dwór Mazowiecki, Poljska, 30. siječnja 1980.), poznat i pod umjetničkim imenom Daray, poljski je bubnjar. Najpoznatiji je kao bubnjar poljskog thrash/death metal-sastava Vader. Također je bubnjar sastava Vesania. Od 30. kolovoza 2008. član je norveškog black metal-sastava Dimmu Borgir.

## Diskografija
Vader
- The Beast (2004.)
- The Art of War (EP) (2005.)
- Impressions in Blood (2006.)
- Lead Us!!! (2008.) (EP)
- XXV (2008.) (Kompilacija)

Dimmu Borgir
- Abrahadabra (2010.)
- Eonian (2018.)

Christ Agony
- Legacy (2016.)

Neolithic
- Team 666 (2003.)

Sunwheel
- Monuments of the Elder Faith (2004.)

Hunter
- HellWood (2009.)
- XXV lat później (2011.)
- Królestwo (2012.)
- Imperium (2013.)
- NieWolnOść (2016.)

Vesania
- Firefrost Arcanum (2003.)
- God the Lux (2005.)
- Distractive Killusions (2007.)
- Deus Ex Machina (2014.)

Faust
- From Glory to Infinity (2009.)

Masachist
- Death March Fury (2009.)
- Scorned (2012.)
- The Sect (Death REALigion) (2017.)

Black River
- Black River (2008.)
- Black'n'Roll (2009.)
- Trash (2010.)
- Humanoid (2019.)

Arysta
- The 5 Ocean (2011.)